# Millom Castle
Millom Castle är ett slott i Storbritannien.   Det ligger i grevskapet Cumbria och riksdelen England, i den centrala delen av landet, 400 km nordväst om huvudstaden London. Millom Castle ligger 11 meter över havet.
Terrängen runt Millom Castle är platt söderut, men norrut är den kuperad. Havet är nära Millom Castle åt sydväst.Runt Millom Castle är det tätbefolkat, med 550 invånare per kvadratkilometer. Närmaste större samhälle är Barrow-in-Furness, 12,6 km söder om Millom Castle. 